# Inundações em Díli em 2020
As inundações em Díli em 2020 ocorreram na sexta-feira, dia 13 de março de 2020, afetou o centro e o lado leste da capital timorense. Três pessoas ficaram feridas e uma morreu. 200 residentes ficaram desabrigados e tiveram que buscar refúgio em abrigos de emergência. Outros 300 conseguiram deixar as acomodações na segunda-feira e voltar para suas casas. Um total de 10.000 pessoas em 13 sucos foram afetadas pela enchente.

## Antecedentes

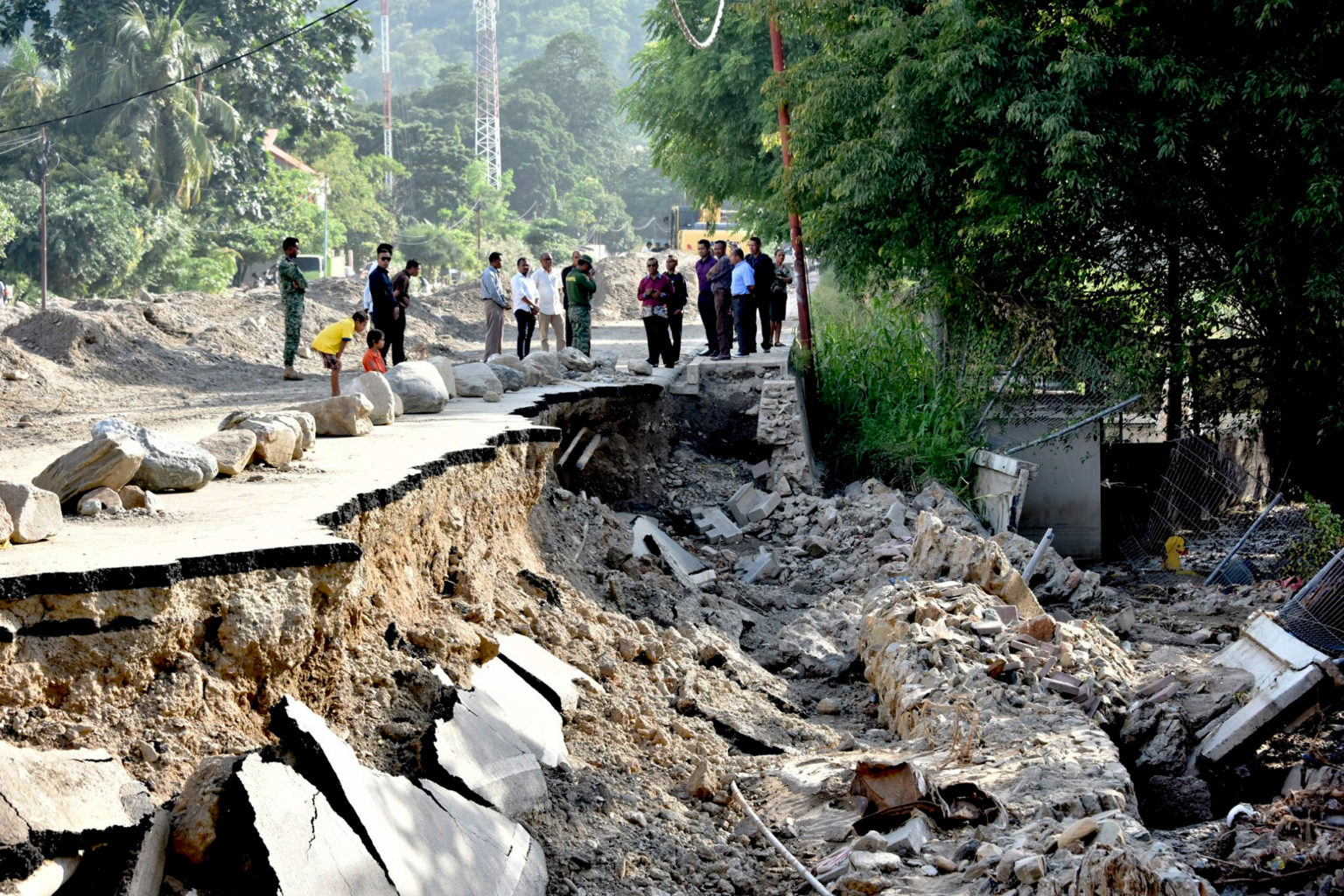
Estragos causados pela inundação

As fortes chuvas começaram pouco antes das 16 horas. Os pequenos rios Maloa e Bidau encheram rapidamente, arrancando pedras, árvores, lama e entulho das margens, chegando até as casas.
O material que foi levado pela água, juntamente com a grande quantidade de lixo nos canais, impediu drenagem da água, de modo que várias casas em Díli foram inundadas.

## Impacto
A água destruiu casas principalmente nos bairros de Santa Cruz, Becora, Bidau Santana, Bairro Pite, Balide, Hera, Bemori, Caicoli e Maloa. O palácio presidencial também esteve debaixo d'água. A Escola Portuguesa, a Escola Secundária Geral 5 de Maio em Becora e a Escola do Ensino Básico Akanunu em Hera também foram gravemente danificadas. No bairro de 5 de Maio, três quartos dos edifícios  tiveram que ser demolidos. Houve pequenos danos a uma escola em Camea. O governo usou soldados para o trabalho de limpeza. A lama restante secou muito rapidamente, o que dificultou o trabalho.
Na Escola Portuguesa Ruy Cinatti, perto do cemitério de Santa Cruz, professores e centenas de alunos tiveram que fugir para o segundo andar. Uma menina de 16 anos morreu em Becussi.
O reforço da margem desabou no parque perto da Ponte B. J. Habibie, que tinha apenas alguns meses.
Além de edifícios residenciais, comércios também foram afetados pela água. O dano total foi estimado pelo governo em cerca de US$ 20 milhões.